# Monticello (Arkansas)
Monticello es una ciudad ubicada en el condado de Drew en el estado estadounidense de Arkansas. En el Censo de 2010 tenía una población de 9467 habitantes y una densidad poblacional de 331,21 personas por km².

## Geografía
Monticello se encuentra ubicada en las coordenadas 33°37′29″N 91°47′37″O / 33.62472, -91.79361. Según la Oficina del Censo de los Estados Unidos, Monticello tiene una superficie total de 28.58 km², de la cual 28.54 km² corresponden a tierra firme y (0.14%) 0.04 km² es agua.

## Demografía
Según el censo de 2010, había 9467 personas residiendo en Monticello. La densidad de población era de 331,21 hab./km². De los 9467 habitantes, Monticello estaba compuesto por el 60.11% blancos, el 36.37% eran afroamericanos, el 0.22% eran amerindios, el 0.74% eran asiáticos, el 0.04% eran isleños del Pacífico, el 1.29% eran de otras razas y el 1.23% pertenecían a dos o más razas. Del total de la población el 2.29% eran hispanos o latinos de cualquier raza.